# عبد الله شعبان
عبد الله شعبان (12 يونيو 1994 — ) لاعب كاراتيه كويتي فاز بالميدالية الفضية في منافسات فئة 60 كجم للرجال في حدث دورة ألعاب التضامن الإسلامي 2021 التي أقيمت في قونية، تركيا. كما حصل على الميدالية الذهبية مرتين في فئة 60 كجم للرجال في بطولة آسيا للكاراتيه 2018 وبطولة آسيا للكاراتيه 2022.

## الحياة المهنية
فاز عبد الله شعبان بالميدالية الذهبية في حدث 60 كجم للرجال في بطولة آسيا للكاراتيه 2018 التي أقيمت في عمَّان بالأردن. كما نافس في حدث 60 كجم في دورة الألعاب الآسيوية 2018 التي أقيمت في جاكرتا بإندونيسيا.
نافس شعبان عام 2021 في بطولة التصفيات الأولمبية العالمية التي أقيمت في باريس بفرنسا على أمل التأهل لدورة الألعاب الأولمبية الصيفية 2020 في طوكيو، إلا أنه أُقصِيَ في مباراته الثالثة على يد الأذربيجاني فيردوفسي فارزالييف ولم يتأهل للألعاب الأولمبية.
نافس كذلك في حدث الكوميتيه للرجال 60 كجم في دورة الألعاب العالمية 2022 التي أقيمت في برمنغهام بالولايات المتحدة. فاز بالميدالية الفضية عام 2023 في حدث حدث الكوميتيه للرجال 60 كجم في دورة الألعاب الآسيوية 2022 المقامة في هانغتشو بالصين.

## الإنجازات
| السنة | المسابقة                    | المكان            | الرتبة | الحدث          |
| ----- | --------------------------- | ----------------- | ------ | -------------- |
| 2013  | ألعاب التضامن الإسلامي      | فلمبان، إندونيسيا | الثالث | كوميتيه 55 كجم |
| 2015  | بطولة آسيا                  | يوكوهاما، اليابان | الثاني | كوميتيه 55 كجم |
| 2018  | بطولة آسيا                  | عمَّان، الأردن      | الأول  | كوميتيه 60 كجم |
| 2019  | بطولة آسيا                  | طشقند، أوزبكستان  | الثالث | كوميتيه 60 كجم |
| 2021  | بطولة آسيا                  | ألماتي، كازاخستان | الثالث | كوميتيه 60 كجم |
| 2022  | ألعاب التضامن الإسلامي 2021 | قونية، تركيا      | الثاني | كوميتيه 60 كجم |
| 2022  | بطولة آسيا                  | طشقند، أوزبكستان  | الأول  | كوميتيه 60 كجم |
| 2023  | الألعاب الآسيوية            | هانغتشو، الصين    | الثاني | كوميتيه 60 كجم |
| 2025  | بطولة آسيا للكاراتيه 2025   | طشقند، أوزبكستان  | الثالث | كوميتيه 60 كجم |

## روابط خارجية
- وسائط متعلقة بـ عبد الله شعبان في كومنز.